# Pathsala
Pathsala là một thị xã và là nơi đặt ủy ban khu vực thị xã (town area committee) của quận Barpeta thuộc bang Assam, Ấn Độ.

## Nhân khẩu
Theo điều tra dân số năm 2001 của Ấn Độ, Pathsala có dân số 9652 người. Phái nam chiếm 53% tổng số dân và phái nữ chiếm 47%. Pathsala có tỷ lệ 81% biết đọc biết viết, cao hơn tỷ lệ trung bình toàn quốc là 59,5%: tỷ lệ cho phái nam là 85%, và tỷ lệ cho phái nữ là 76%. Tại Pathsala, 10% dân số nhỏ hơn 6 tuổi.